# Ernst Fröhlich
Ernst Fröhlich (* 1810 in Kempten; † 19. Februar 1882 in München) war ein deutscher Maler und Xylograf.

## Leben
Ernst Fröhlich war ein Sohn des Rektors Johann Fröhlich und ein älterer Bruder von Bernhard Fröhlich. Fröhlich kam 1820 zusammen mit seiner Familie nach München. Nach Absolvierung seiner Schulzeit begann er dort im November 1825 ein Studium an der Kunstakademie. Ab 1837 wirkte er in und um München als freischaffender Maler und Lithograf.
1840 gab Fröhlich sein Atelier auf und ging nach Mannheim, um an der dortigen Kunstakademie zu studieren. Von dort wechselte er später mit Unterstützung seiner Dozenten an die Kunstakademie Düsseldorf. Im Herbst 1848, als sich die politische Lage wieder etwas beruhigt hatte, kehrte Fröhlich wieder nach München zurück.
Dort illustrierte er regelmäßig Zeitschriften wie „Fliegende Blätter“ und „Daheim“ (vor allem deren verschiedene Beilagen). In dieser Zeit fanden sich seine Holzschnitte auch immer wieder in den „Münchener Bilderbogen“. Neben seiner Arbeit für Zeitungen und Zeitschriften illustrierte Fröhlich auch immer wieder Bücher verschiedener Verlage. Parallel dazu entstanden mit den Jahren seine eigenständigen Bilder, bei denen Szenen aus dem ländlichen Leben – z. B. der Jagd und der Fischerei – aus den bayrischen Alpen überwiegen.
Seit 1866 gehörte Ernst Fröhlich dem Corps Suevia München als Ehren-Philister an.

## Grabstätte

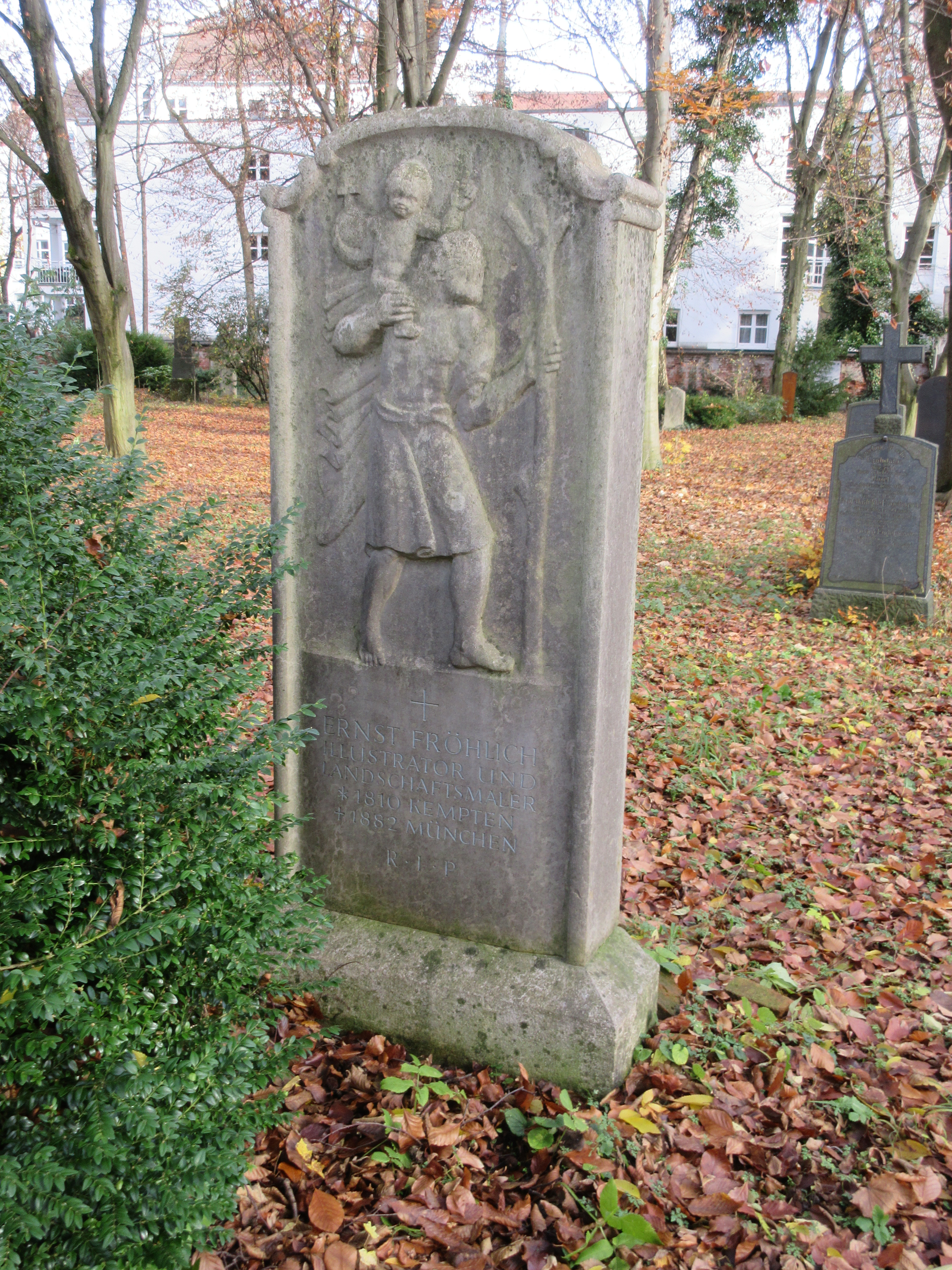
Grab von Ernst Fröhlich auf dem Alten Südlichen Friedhof in München

Die Grabstätte von Ernst Fröhlich befindet sich auf dem Alten Südlichen Friedhof in München (Gräberfeld 5 – Reihe 15 – Platz 39) Standort. In dem Grab liegen auch sein Bruder Bernhard Fröhlich sowie sein Schwager Alois Löcherer, dessen Photoatelier er übernommen hatte.

## Werke (Auswahl)
- Oberbayerischer Fischer beim Netzflicken vor seinem Haus
- Ansichten vom Siebengebirge bis Mainz (Zyklus von 12 Bildern)
- Die Rast vor einem Bauernhaus
- Die Entenjagd
- Blattschuß
- Der Rhein von Mannheim bis Düsseldorf / nach der Natur aufgenommen und gezeichnet von E. Fröhlich. In Stahl gestochen von den besten Künstlern. - Mannheim : Zeiler, 1848. Digitalisierte Ausgabe der Universitäts- und Landesbibliothek Düsseldorf